# Parazoma hypobasis
Parazoma hypobasis är en fjärilsart som beskrevs av Louis Beethoven Prout 1931. Parazoma hypobasis ingår i släktet Parazoma och familjen mätare. Inga underarter finns listade i Catalogue of Life.